# Lucila Mariscal
Lucila Marina Mariscal Lara (Ciudad de México, 18 de julio de 1942)  es una actriz, compositora, cantante y comediante mexicana con más de 50 años de trayectoria. Ha actuado y dirigido teatro desde 1969. Es reconocida por su personaje "Lencha", un ícono de la comedia en México.
Tiene premios por mejor actriz dramática, el primero en 1979, por la obra Muertos sin Sepultura.
Su personaje estrella “Lencha” y su gran capacidad histriónica la ha llevado a presentarse a lugares como el Madison Square Garden en Nueva York y el Moulin Rouge en París.

## Biografía
Lucila Mariscal nació en Ciudad de México. Inició su carrera a finales de la década de 1960 y desde entonces, ha trabajado en cine, televisión y actuación. Es egresada del Instituto Nacional de Bellas Artes y Literatura (INBA),
En 2009 la actriz decidió abandonar los escenarios debido a una depresión por la desaparición de su hijo Andrei Alexis Hernández Mariscal, quien era en ese momento el subdirector de seguridad de Linares, Nuevo León.
En 2019 realizó una gira por México dando vida al personaje de "La princesa Yamilé" En "Luminaria", una obra de Emilio Carballido, así como otras puestas en escena y su "Show del Moñoñongo" de Gira por México y Estados Unidos.
En junio de 2020, Mariscal tenía previsto realizar varias presentaciones en los Estados Unidos con la obra Entre ellas junto a las comediantes Betina Salazar y Aida Pierce, pero finalmente este proyecto fue cancelado por la pandemia de COVID-19.

## Filmografía
Trayectoria en cine y televisión:

### Cine
- Las aventuras de Lencha (1994)
- Gata por liebre (1992)
- Dos locos en aprietos (1991)
- Chelo Gómez, detective privado (1990)
- La gata Cristy (1990)
- Lencha la justiciera (1990)
- Lencha la taxista (1990)
- Dios se lo pague (1990)
- Bella entre las flores (1990)
- La mojada engañada (1990)
- El servidor público (1990)
- La metiche (1990)
- Picardia nacional (1989)
- El día de las sirvientas (1989)
- Con el niño atravesado (1988)
- Destrampados en Los Ángeles (1987)
- De puro relajo (1986)
- Ese loco, loco hospital (1986)
- Los peseros (1984)
- Jacinto el tullido (1984)
- El día del compadre (1983)
- Las nenas del amor (1983)
- Secuestro en Acapulco, Canta Chamo (1983)
- El gran moyocoyo (1983)
- Los gemelos alborotados (1982)
- Huevos rancheros (1982)
- ...Y hacemos de... tocho morocho (1981)
- Abierto día y noche (1981)
- D.F./Distrito Federal (1981)
- Cuentos colorados (1980)
- Reventon en Acapulco (1980)
- 4 hembras y un macho menos (1979)

### Doblaje
- Otra película de huevos y un pollo (2009)[10]

### Televisión
- Nosotros los guapos (2020)[11]
- Confesiones TLNovelas (2020)
- Como dice el dicho (2012- 2015)
- Cuenta pendiente (2014)
- Todo incluido (2013 - 2017)
- Adictos (2012)
- Una familia con suerte (2011)[12]
- Central de Abasto (2008)
- La rosa de Guadalupe (2010, 2013, 2015, 2017)
- Que madre tan padre (2006)
- Mujer, casos de la vida real (2003 - 2005)
- Vivo por Elena (1998)
- Azul (1996)
- Las locuras de mamá (1996)
- Valentina (1993)
- Más aprisa con la risa (1984)
- La carabina de Ambrosio (1982 - 1984)
- Enrique Polivoz (1978-1980)
- Los Polivoces (1976)

## Premios y nominaciones

### Premios TVyNovelas
| Año  | Categoría               | Programa                | Resultado |
| ---- | ----------------------- | ----------------------- | --------- |
| 1983 | Mejor actriz de comedia | La carabina de Ambrosio | Ganadora  |